# Episodi di Cheyenne (quarta stagione)
La quarta stagione della serie televisiva Cheyenne è andata in onda negli Stati Uniti dal 21 settembre 1959 al 14 marzo 1960 sulla ABC.
| nº | Titolo originale                 | Prima TV USA      | Titolo italiano | Prima TV Italia |
| -- | -------------------------------- | ----------------- | --------------- | --------------- |
| 1  | Blind Spot                       | 21 settembre 1959 |                 |                 |
| 2  | Reprieve                         | 5 ottobre 1959    |                 |                 |
| 3  | The Rebellion                    | 12 ottobre 1959   |                 |                 |
| 4  | Trial by Conscience              | 26 ottobre 1959   |                 |                 |
| 5  | The Imposter                     | 2 novembre 1959   |                 |                 |
| 6  | Prisoner of Moon Mesa            | 6 novembre 1959   |                 |                 |
| 7  | Gold, Glory and Custer - Prelude | 4 gennaio 1960    |                 |                 |
| 8  | Gold, Glory and Custer - Requiem | 11 gennaio 1960   |                 |                 |
| 9  | Riot at Arroyo Seco              | 1º febbraio 1960  |                 |                 |
| 10 | Apache Blood                     | 8 febbraio 1960   |                 |                 |
| 11 | Outcast of Cripple Creek         | 29 febbraio 1960  |                 |                 |
| 12 | Alibi for the Scalped Man        | 7 marzo 1960      |                 |                 |
| 13 | Home Is the Brave                | 14 marzo 1960     |                 |                 |

## Blind Spot
- Prima televisiva: 21 settembre 1959

### Trama
- Guest star: Jean Byron (Ruth Francis), Robert Crawford Jr. (Gerald Claiborn), George Eldredge (Meadows), Barry Kelley (sceriffo Henshaw), John Litel (Vincent Claiborn), Dan Sheridan (Martin), Adam West (Ashley Claiborn), Clyde Howdy (Cotton Farmer), Rod McGaughy (cittadino), Harry Tyler (Cotton Exchange Manager), Sailor Vincent (cittadino)

## Reprieve
- Prima televisiva: 5 ottobre 1959

### Trama
- Guest star: Hal Baylor (Duke), Val Benedict (Hamp), Lane Chandler (sceriffo Ringler), Tim Considine (Billy McQueen), Ron Hayes (Cote Martin), Earle Hodgins (impiegato dell'hotel), Paul Lukather (Clemmie Martin), Don Megowan (Wes McQueen), Ralph Neff (Poe), Malcolm Smith (Travis), Edgar Stehli (Ten Cents Harmon), Connie Stevens (Clovis), Frank Matts (Hoodlum Betting 2 Bits)

## The Rebellion
- Prima televisiva: 12 ottobre 1959

### Trama
- Guest star: Rodolfo Acosta (Luis Cardenas), Carmen Austin (Carla), Joe De Santis (Manuel Lagrone), Frank DeKova (Benito Juarez), Faith Domergue (Maria Rivera), Paul Dubov (capitano Robert Andre), Paul Fierro (Antonio), John Marley (sergente Pedro Castillo), Zon Murray (Pat Brady), Carlos Romero (tenente Jose Montez), Robert Cabal (giurato), Clyde Howdy (messicano Rebel)

## Trial by Conscience
- Prima televisiva: 26 ottobre 1959

### Trama
- Guest star: Don Beddoe (giudice Pruett), John L. Cason (Decker), Pat Crowley (Jenny Girard), Richard Garland (Quinn Lacy / Lee Quinlan), John Holland (Actor), Steve Mitchell (Moosh), Tudor Owen (Angus), John Trayne (Lindley Brooks), Jeff York (Nick Avalon / Arnold Warren), Emile Avery (frequentatore bar), Bill Erwin (Barber), Clyde Howdy (Barroom Patron), Glenn Strange (Saddle Bum), Rusty Wescoatt (barista)

## The Imposter
- Prima televisiva: 2 novembre 1959

### Trama
- Guest star: James Drury (Bill Magruder), Duane Grey (Colorado), Robert McQueeney (Phillip Derwent), John Parks (Texas), Kasey Rogers (Secretary), Mickey Simpson (Bassing), Peter Whitney (Sam Magruder), Emile Avery (attaccabrighe), Clyde Howdy (Mugger), Rod McGaughy (attaccabrighe), Troy Melton (attaccabrighe)

## Prisoner of Moon Mesa
- Prima televisiva: 6 novembre 1959

### Trama
- Guest star: Russ Bender (sceriffo Edwards), Willard Callis (Pete Evans), Frank Christi (Stew Perkins), Bill Cord (Wes Lassiter), Dean Cromer (Miller), Richard S. Hornbeck (Lonnie Nelson), George Kennedy (Lee Nelson), John McNamara (Williams), Tom Middleton (Jennings), Madlyn Rhue (Ellen Lassiter), Robert F. Simon (Hub Lassiter), Chuck Wassil (Clay Mason), Don Wilbanks (Johnson), Tom Kennedy (barista), Jack Perrin (frequentatore bar)

## Gold, Glory and Custer - Prelude
- Prima televisiva: 4 gennaio 1960

### Trama
- Guest star: Julie Adams (Irene Travers), Barry Atwater (colonnello George Armstrong Custer), Michael Carr (Standing Bear), Yvette Duguay (Lone Woman), Sandra Edwards (Yellow Moon), Wilton Graff (Sen. Conrad), Tim Graham (California Joe), Lorne Greene (colonnello Bell), Stacy Keach Sr. (Brad Caldwell), Ed Kemmer (capitano Fred Benteen), Oliver McGowan (John Travers), Tyler McVey (Henry Toland), Ralph Moody (Slow Bull), Doye O'Dell ( sentinella), Fay Roope (Commissioner Brady), Liam Sullivan (maggiore Marcus Reno), Trevor Bardette (Protestor), Fred Carson (White Dressed as Indian), Clyde Howdy (Member of Board of Inquiry), Russ McCubbin (guardia at Inquiry)

## Gold, Glory and Custer - Requiem
- Prima televisiva: 11 gennaio 1960

### Trama
- Guest star: Julie Adams (Irene Travers), Barry Atwater (colonnello George Armstrong Custer), Frank DeKova (Dull Knife), Lawrence Dobkin (Lt Gen Phillip H. Sheridan), Yvette Duguay (Lone Woman), Tom Fadden (sergente Hogan), Tim Graham (California Joe), Lorne Greene (colonnello Bell), Ed Kemmer (capitano Fred Benteen), Andra Martin (Singing Waters), Francis McDonald (Sitting Bull), Keith Richards (Crazy Horse), Carlos Romero (Moccasin Charlie / Wasna), Fay Roope (Commissioner Brady), Liam Sullivan (maggiore Marcus Reno), Russ McCubbin (guardia)

## Riot at Arroyo Seco
- Prima televisiva: 1º febbraio 1960

### Trama
- Guest star: James Bell (Carl Benson), Whitney Blake (Beth Tobin), Willis Bouchey (Ralph Tobin), Allan Drake (operatore del telegrafo), Stephen Ellsworth (Lafayette Hale), Frank Ferguson (giudice Lloyd Pomeroy), Don Haggerty (Chet Noler), Mauritz Hugo (Sam Mason), Robert Hyatt (Joel Weeks), Harry Lauter (Harry Tobin), Wynn Pearce (Jess Tobin), Phil Tully (Paddy Moore), Gary Vinson (Johnny Benson), John Zaccaro (Todd Colter), Clyde Howdy (cittadino), Kermit Maynard (spettatore processo), Rod McGaughy (cittadino), Harry Tyler (Smitty)

## Apache Blood
- Prima televisiva: 8 febbraio 1960

### Trama
- Guest star: Scott Marlowe (Mickey Free / Ward), Lisa Montell (Rheba Garcia), Stuart Randall (Deputy Marshal James Purdy), Robert Warwick (Chotah), Walter Coy (Rev. Joshua Collins), Adrienne Marden (Martha Collins), Edith Evanson (Elizabeth Quill), Lois Rayman (Jenny Purdy), Craig Duncan (Caleb Karl), Earl Hansen (Ben Karl), Emile Avery (frequentatore bar), Clyde Howdy (Posse Member), William Lally (Milt), Kenneth MacDonald (Indian Agent Clum), Kermit Maynard (cittadino), Bud Osborne (Ed - Conducente della diligenza), Hank Patterson (titolare del negozio), Jack Perrin (cittadino), Glenn Strange (Posse Member)

## Outcast of Cripple Creek
- Prima televisiva: 29 febbraio 1960

### Trama
- Guest star: Tol Avery (Ab Murchison), Hal Baylor (Turk Moylan), Whit Bissell (Myron Ackelroyd), Jerry Brent (Willie Dix), Lisa Gaye (Jenny Beaumont), Clyde Howdy (Hy King), Emory Parnell (Luther Gannon), Rhodes Reason (Bill Lockhart), Donnelly Rhodes (Carl Whoopie), Page Slattery (Sorrel), Robert J. Wilke (Carl Banner), Russ McCubbin (attaccabrighe), Rod McGaughy (attaccabrighe), Jack Perrin (frequentatore bar), Sailor Vincent (barista)

## Alibi for the Scalped Man
- Prima televisiva: 7 marzo 1960

### Trama
- Guest star: R.G. Armstrong (Angus Emmett), Richard Coogan (sceriffo Charley Emmett), Sandra Edwards (Jane Emmett), Ross Elliott (Reed Kingsley), Tom Gilson (vice sceriffo Babe Riker), Harry Hines (Stableman), Ottola Nesmith (Liza Marley), Mala Powers (Celia Marley), Fred Carson (Attended Viewing), Jack Perrin (frequentatore bar)

## Home Is the Brave
- Prima televisiva: 14 marzo 1960

### Trama
- Guest star: John Archer (Prescott), John Howard (John Thompson), Brad Johnson (sceriffo Dan Blaisdell), Dale Johnson (ufficiale), Carolyn Komant (Nancy Malcomb), Donna Martell (Maria Prescott), Paula Raymond (Ruth Thompson), Sondra Rodgers (Mrs. Martha Malcomb), Mickey Simpson (Pete Windsor), Regis Toomey (dottor Henry Malcomb), Roy Wright (barista), Clyde Howdy (Wagon Owner), Jack Perrin (frequentatore bar), John Truax (cittadino)